# Scopula xanthocephalata
Scopula xanthocephalata là một loài bướm đêm trong họ Geometridae.